# تولوییدین آبی
تولوئیدین آبی ، همچنین به عنوان (TBO) یا کلرید تولونیوم (INN) شناخته می شود ، یک رنگ کاتیونی آبی (اساسی) است که در بافت شناسی و گاهی اوقات از نظر بالینی استفاده می شود.
تولونیم کلرید (به انگلیسی: Tolonium chloride) با فرمول شیمیایی C۱۵H۱۶N۳S+ یک ترکیب شیمیایی با شناسه پاب‌کم ۷۰۸۴ است. که جرم مولی آن ۲۷۰٫۳۷۴ g/mol می‌باشد. 

## تست برای لیگنین
محلول آبی تولویدین در آزمایش لیگنین ، یک مولکول ارگانیک پیچیده که به فیبرهای سلولزی پیوند می زند ، استفاده می شود و دیواره های سلولی موجود در گیاهان را تقویت و سخت می کند. تست آبی تولویدین مثبت باعث می شود محلول از آبی به صورتی تبدیل شود. آزمایش مشابهی را می توان با محلول phloroglucinol-HCl انجام داد ، که قرمز می شود.

## سایر کاربردهای بافت شناسی
به دلیل وجود هپارین موجود در گرانول های سیتوپلاسمی ، ازتولوئیدین آبی اغلب برای شناسایی ماست سل استفاده می شود. همچنین برای رنگ آمیزی پروتئوگلیکان و گلیکوزامینوگلیکان در بافت هایی مانند غضروف استفاده می شود. کربوهیدراتهای ماکرومولکولی به شدت اسیدی سلول های ماستولی و غضروف ها به خاطر پدیده ای به نام متاکروماسی توسط رنگ آبی قرمز رنگ می شوند.
محلول های قلیایی رنگی تولویدین آبی معمولاً برای رنگ آمیزی بخش های نازک (0/5 تا 1 میکرومتر) بافت آغشته به رزین استفاده می شود. در pH بالا (حدود 10) رنگ به اسیدهای نوکلئیک و تمام پروتئین ها متصل می شود. اگرچه همه چیز در بافت رنگ آمیزی شده است ، به دلیل نازک بودن بخش ها ، جزئیات ساختاری کاملاً مشهود است. بخش های نیمه نازک در رابطه با بخش های بسیار نازک که توسط میکروسکوپ الکترونی مورد بررسی قرار گرفته‌اند ، استفاده می شوند.
از رنگ تولویدین آبی نیز معمولاً برای رنگ آمیزی بخش های یخ زده استفاده می شود (تجزیه و تحلیل میکروسکوپی سریع یک نمونه). از آنجا که زمان برای بخش یخ زده ضروری است ، تولوئیدین آبی اجازه می دهد تا بخش یخ زده در 10-20 ثانیه رنگ آمیزی و بررسی شود.  روش رنگ آمیزی دیگر برای بخش های یخ زده (H&E سریع) تقریباً 60 تا 90 ثانیه طول می کشد.

## کاربردهای بالینی
این رنگ گاهی توسط جراحان برای کمک به برجسته کردن نواحی دیسپلازی مخاطی (که ترجیحاً رنگ را در مقایسه با بافت طبیعی مصرف می کنند) در ضایعات پیشانی (مثلاً لوکوپلاکی) استفاده می شود.  از این روش می توان برای انتخاب بهترین محل ضایعه به بیوپسی یا در حین عمل جراحی برای برداشتن ضایعه برای تصمیم گیری در مورد برداشتن بافت بیشتر از حاشیه نقص برش یا استفاده از آن در پشت استفاده کرد.